# 彰化客運
彰化汽車客運股份有限公司（英文：Chang Hua Bus），簡稱：彰化客運、彰客，是一家主要業務為經營臺灣彰化縣北部地區彰化縣公車路線的民營公司，同時亦受中華民國交通部公路局彰化監理站委託代辦車輛檢驗業務。

## 歷史沿革
1942年（昭和17年）3月1日，臺灣總督府為管制汽車客運業，將臺灣中部劃分為四個汽車客運營業區，各公司分別合併為臺灣交通(後為臺灣省公路局收購)、豐原、員林、彰化等四家乘合自動車株式會社；彰化乘合自動車株式會社是由九家小型客運公司合併組成（彰化輕鐵株式會社、旭日自動車合資會社、鹿港自動車株式會社、三笠自動車株式會社、合資社二三自動車商會、和興巴士株式會社、南投自動車株式會社、大日本製糖株式會社、開山自動車合資會社），董事長為呂世明先生。
二次世界大戰後，彰化乘合自動車株式會社於1947年（民國36年）1月改組，成為彰化汽車客運股份有限公司。

## 營運路線

### 彰化縣公車
| 路線編號 | 營運區間                                 | 備註                                                                          |
| -------- | ---------------------------------------- | ----------------------------------------------------------------------------- |
| 1路      | 彰化車站-台鳳社區-彰化車站               | - 本路線為環狀路線，平日行駛，每日1往返。 - 本路線與2路共用配車               |
| 2路      | 彰化車站-保警-彰化車站                   | - 本路線為環狀路線，每日行駛。 - 本線配有低底盤公車1輛，與6911路共用配車      |
| 2A路     | 彰化車站-保警-彰化車站-彰化師大進德校區  | - 本路線為環狀路線，每日行駛。                                                |
| 7路      | 員林轉運站-高鐵彰化站-田中車站           | - 本路線為高鐵快捷公車，高鐵旅客可享免費搭乘優惠。 - 本路線使用低底盤公車行駛 |
| 8路      | 田中車站-高鐵彰化站-北斗-溪州公園-張厝村 | - 延駛到溪州鄉三條村及張厝村                                                  |
| 9路      | 彰化火車站-溪頭（行經國道3號）           | - 與員林客運聯營 - 本路線是唯4行經南投縣者                                    |
| 9B路     | 和美-彰化火車站-溪頭（行經國道3號）      |                                                                               |
| 10路     | 員林轉運站-溪頭（行經台76線及國道3號）   | - 與員林客運聯營 - 本路線是唯4行經南投縣者                                    |
| 13路     | 彰化-花壇-大葉大學                       | - 本路線部分班次使用低底盤公車行駛                                            |
| 17路     | 彰化車站－芬園(經縣)－草屯               | - 本路線是唯4行經南投縣者 - 本路線為原6919因路權問題，而開闢市區客運路線。    |
| 17A路    | 彰化車站－芬園(經縣庄)－草屯(繞駛台鳳社區) | - 本路線是唯4行經南投縣者 - 本路線為原6919因路權問題，而開闢市區客運路線。    |
| 17B路    | 彰化車站－芬園(經縣庄)－草屯－南開科技大學 | - 本路線是唯4行經南投縣者 - 本路線為原6919因路權問題，而開闢市區客運路線。    |
| 18路     | 彰化車站－八卦山－彰化車站               | - 本路線為環狀路線，假日行駛。                                                |

### 南投縣市區公車
| 路線編號 | 營運區間               | 備註                                                                     |
| -------- | ---------------------- | ------------------------------------------------------------------------ |
| 3        | 草屯－中興－溪頭       | 經中興 南投縣市公車第一條公車共營路線。 為跳蛙路線，非逐站停靠。         |
| 3A       | 草屯－彰南路－溪頭     | 經南崗、彰南路 南投縣市公車第一條公車共營路線。 為跳蛙路線，非逐站停靠。 |
| 6        | 高鐵台中站-南投-松柏嶺 | 台灣好行八卦山線                                                         |

### 公路客運路線
| 路線編號 | 營運區間                               | 備註                                                  |
| -------- | -------------------------------------- | ----------------------------------------------------- |
| 6875     | 南投-中興新村-埔里                     | 與南投客運聯營                                        |
| 6883     | 台中-高鐵台中站-溪頭                   | 與員林客運、南投客運聯營                              |
| 6900     | 彰化-馬鳴山-鹿港                       | 原173                                                 |
| 6901     | 彰化-頂番婆-鹿港                       | 原113                                                 |
| 6902     | 彰化-鹿港                              | 經水尾、塭子，原153                                   |
| 6903     | 彰化-草港尾                            | 經頂番婆，原112                                       |
| 6903A    | 彰化-草港尾                            | 經頂番婆，延駛崙尾(註:與原6905路線合併，一天來回三趟) |
| 6904     | 彰化-草港尾                            | 經線西、塭子，原115                                   |
| 6906     | 彰化-水尾                              | 經和美，原101                                         |
| 6907     | 彰化-水尾                              | 經中寮，原168                                         |
| 6912     | 彰化-花壇-員林                         | 原105                                                 |
| 6914     | 彰化-東山-員林                         | 原156                                                 |
| 6914A    | 彰化-東山-員林                         | 繞駛大葉大學                                          |
| 6914B    | 員林-東山-彰化                         | 延駛陽明里                                            |
| 6914C    | 員林-東山-彰化                         | 繞駛大葉大學、延駛陽明里                              |
| 6915     | 員林-田中                              | 延駛高鐵彰化站                                        |
| 6915A    | 員林-田中                              | 延駛高鐵彰化站，經舊百果山                            |
| 6916     | 彰化-省訓團-南投                       | 原179                                                 |
| 6916A    | 彰化-南投                              | 經省訓團、南投高中                                    |
| 6917     | 彰化-草屯-南崗-南投                    | 原139                                                 |
| 6917B    | 彰化-草屯                              | 經社口                                                |
| 6918     | 彰化-草屯-林子頭-南投                  | 原159                                                 |
| 6919     | 彰化-縣-南投                           | 原109                                                 |
| 6920     | 南投-內城                              |                                                       |
| 6923     | 草屯-員林                              | 經社口，原705                                         |
| 6924     | 南投-草屯-員林                         | 經碧山，原975                                         |
| 6925     | 南投-員林                              | 經樟普寮，原925                                       |
| 6926     | 南投-赤水                              | 經錦梓，原916                                         |
| 6927     | 南投-田中                              | 經田仔，延駛高鐵彰化站，原956                         |
| 6928     | 南投-松柏坑-赤水                       | 原976                                                 |
| 6928A    | 南投-松柏坑-高鐵彰化站                 | 台灣好行八卦山線                                      |
| 6929     | 南投-鄉親寮                            |                                                       |
| 6933     | 台中-烏日-彰化-鹿港                    | 經高鐵台中站，原123                                   |
| 6933A    | 高鐵台中站-彰化-鹿港                   |                                                       |
| 6934     | 水尾-彰化-鹿港                         |                                                       |
| 6936     | 高鐵台中站-彰化-鹿港-臺灣玻璃博物館    | 台灣好行鹿港祈福線                                    |
| 6936A    | 高鐵台中站-國道1號-鹿港-臺灣玻璃博物館 | 台灣好行鹿港祈福快線                                  |

## 停駛路線
- 水尾－全興（原108）
- 彰化－台灣民俗村（原111）
- 彰化－劍湖山（原333）
- 草屯－內城（原797）
- 南投－田中（經大坑，原936）
- 彰化－劍湖山
- 赤水─田中
- 6870路：台中－南投－鹿谷－溪頭（2022年12月17日停駛）
- 6876路：台北－中興新村－南投
- 6877路：台中－中興新村－南投
- 6878路：台中－南崗－南投
- 6905路：草港尾－崙尾
- 6908路：水尾－草屯（2023年3月1日停駛）
- 6909路：鹿港－草屯（原377，2023年3月1日停駛）
- 6910路：彰化－草屯－埔里（原377）
- 6911路：彰化－六股路（2023年12月1日由員林客運代駛）
- 6913路：彰化－員林（經三家春，原136）
- 6921路：草屯－南投（經林子頭，原759）
- 6922路：草屯－半路店（2019年12月1日由草屯鎮公所民行公車接駛）
- 6930路：鄉親寮－大坑（2019年12月1日由中寮鄉公所民行公車接駛）
- 6931路：鄉親寮－粗坑（2019年12月1日由中寮鄉公所民行公車接駛）
- 6932路：鄉親寮－頂城子（2019年12月1日由中寮鄉公所民行公車接駛）
- 6935路：水尾－彰化－台中（原103）
- 6937路：員林轉運站－高鐵台中站
- 9120路：台中－竹山（員林客運代駛彰化客運班次，後改為6742）
- 台中市公車52路 中興大學－中興大學（2015年10月1日轉讓給仁友客運接駛）
- 台中市公車99路 莒光新城－嶺東科大（2018年8月1日轉讓給中鹿客運接駛）
- 彰化縣公車3路 彰化車站－彰基醫院－彰化車站（2024年8月16日停駛）

## 車輛圖片集

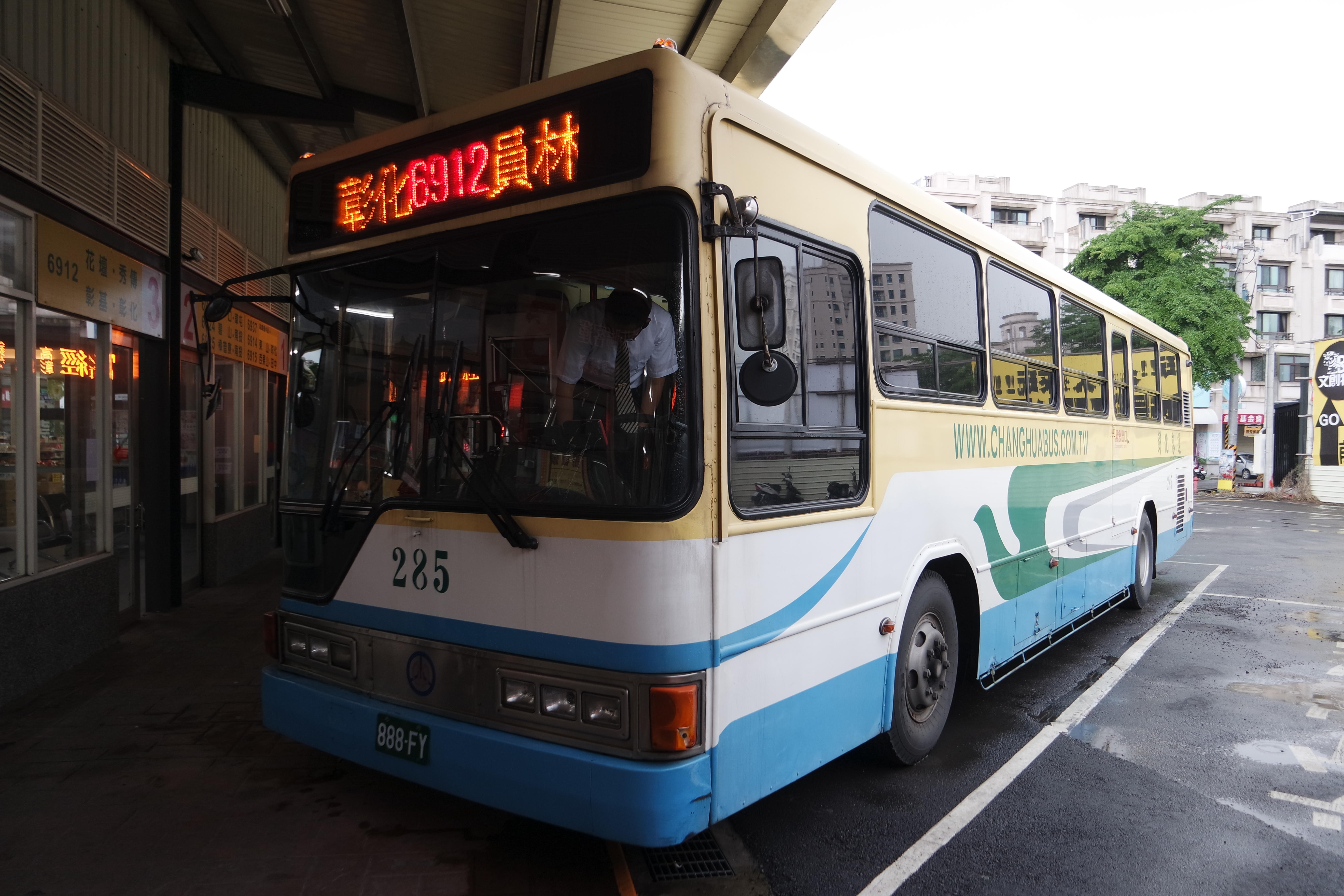
彰化客運前新店客運開窗公車888-FY(6912路)
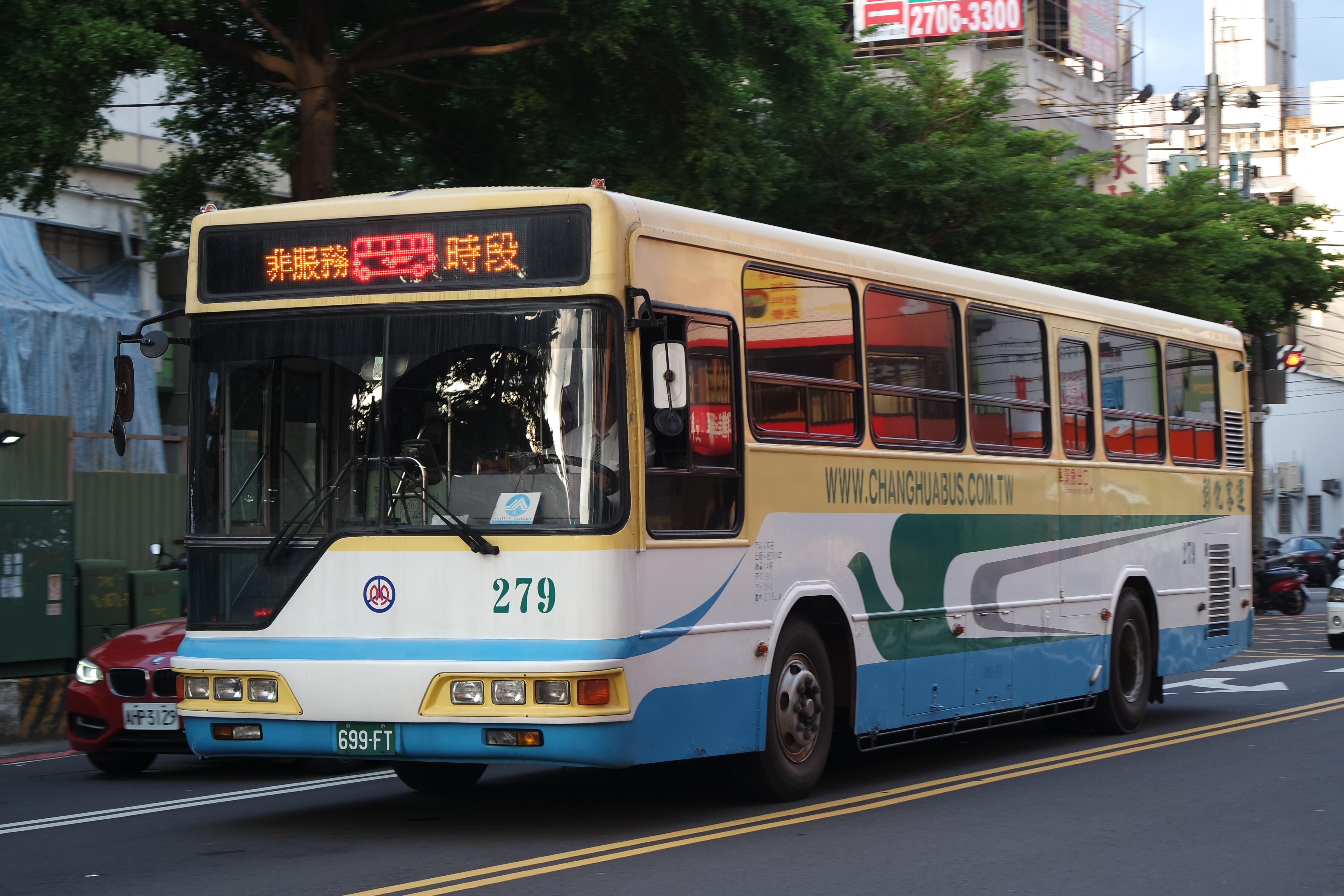
彰化客運最後一台前新店客運開窗式公車(699-FT)
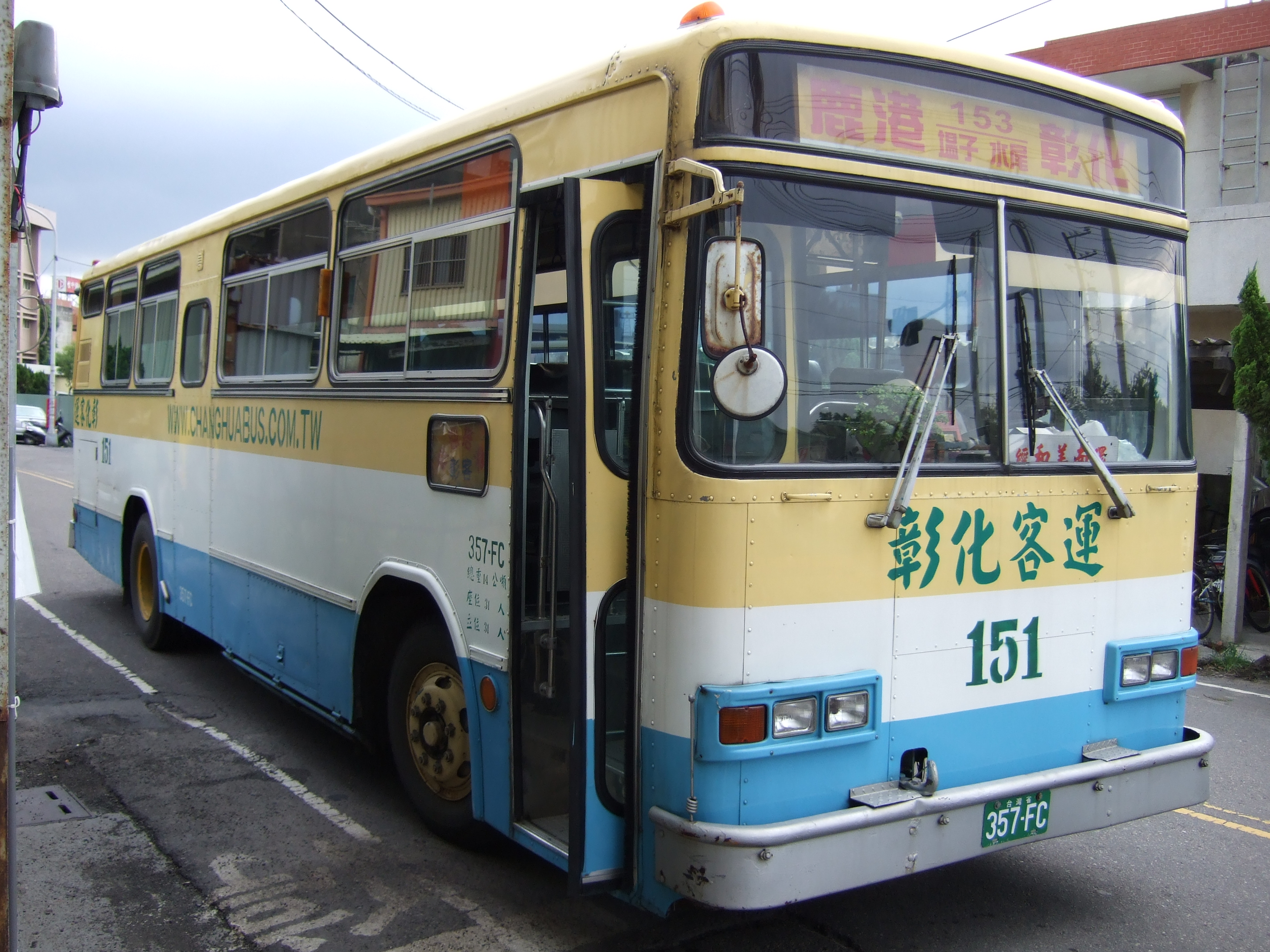
此車車型為Hino LRK，是購自台北客運的二手車
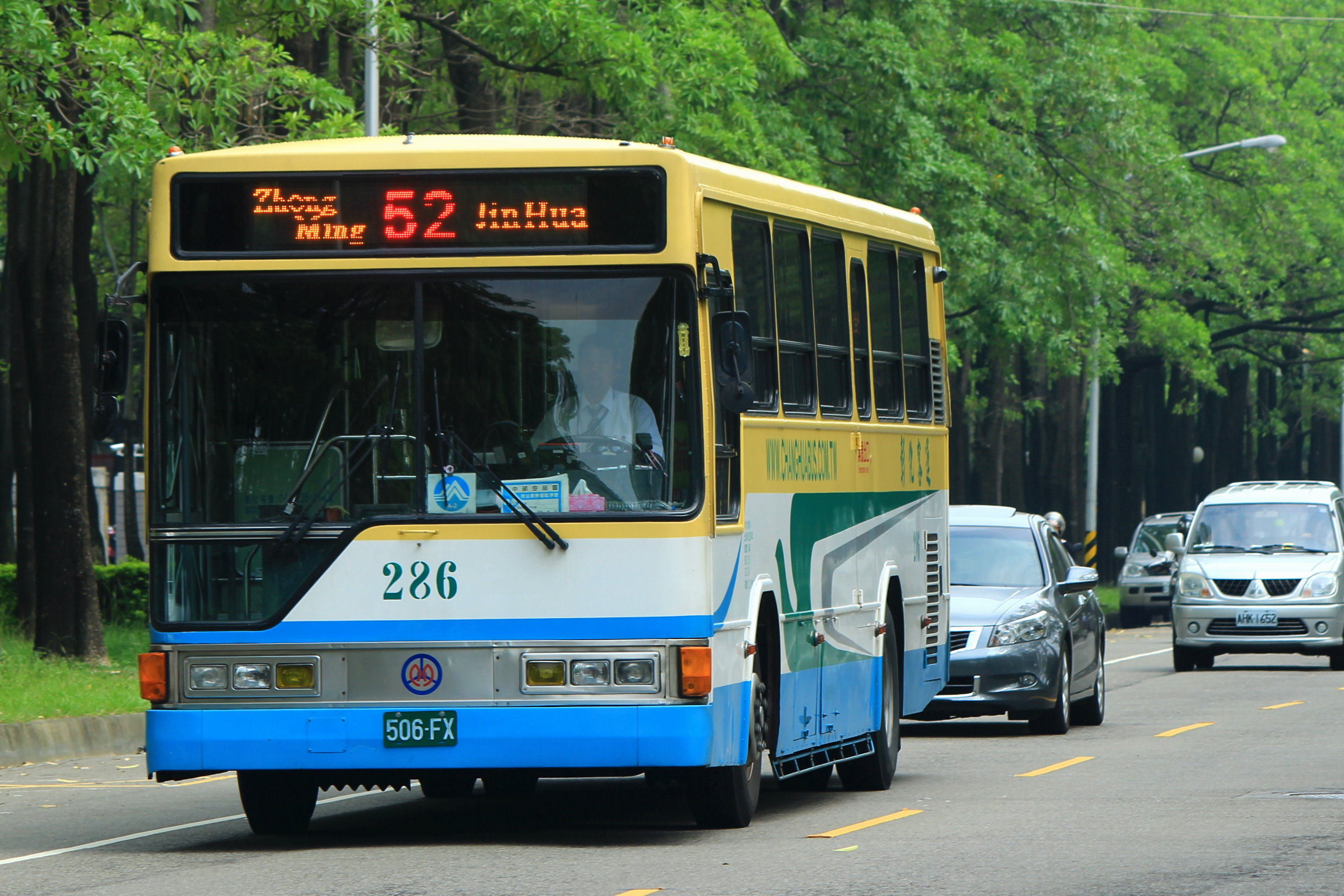
曾在新店客運服務的小窗車行駛於臺中市公車52路
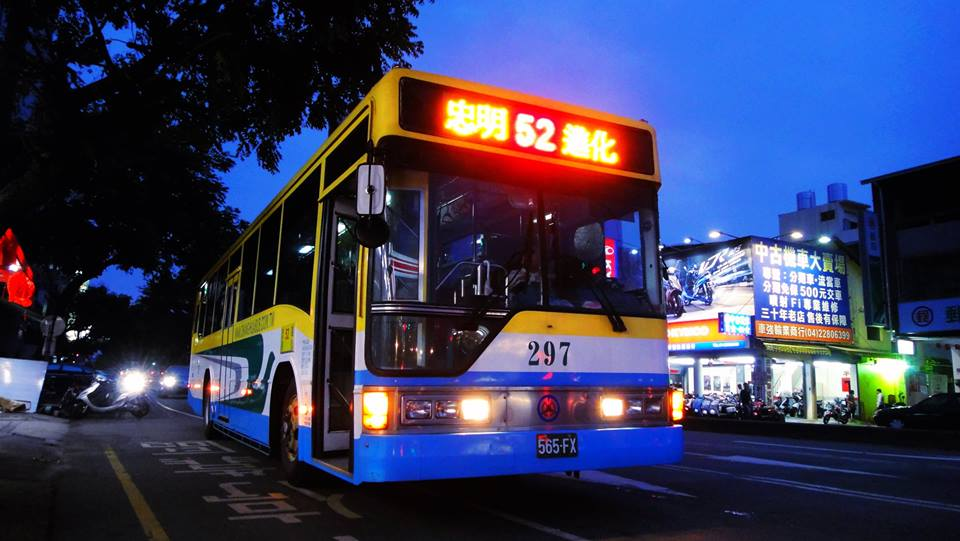
565-FX服務於臺中市公車52路
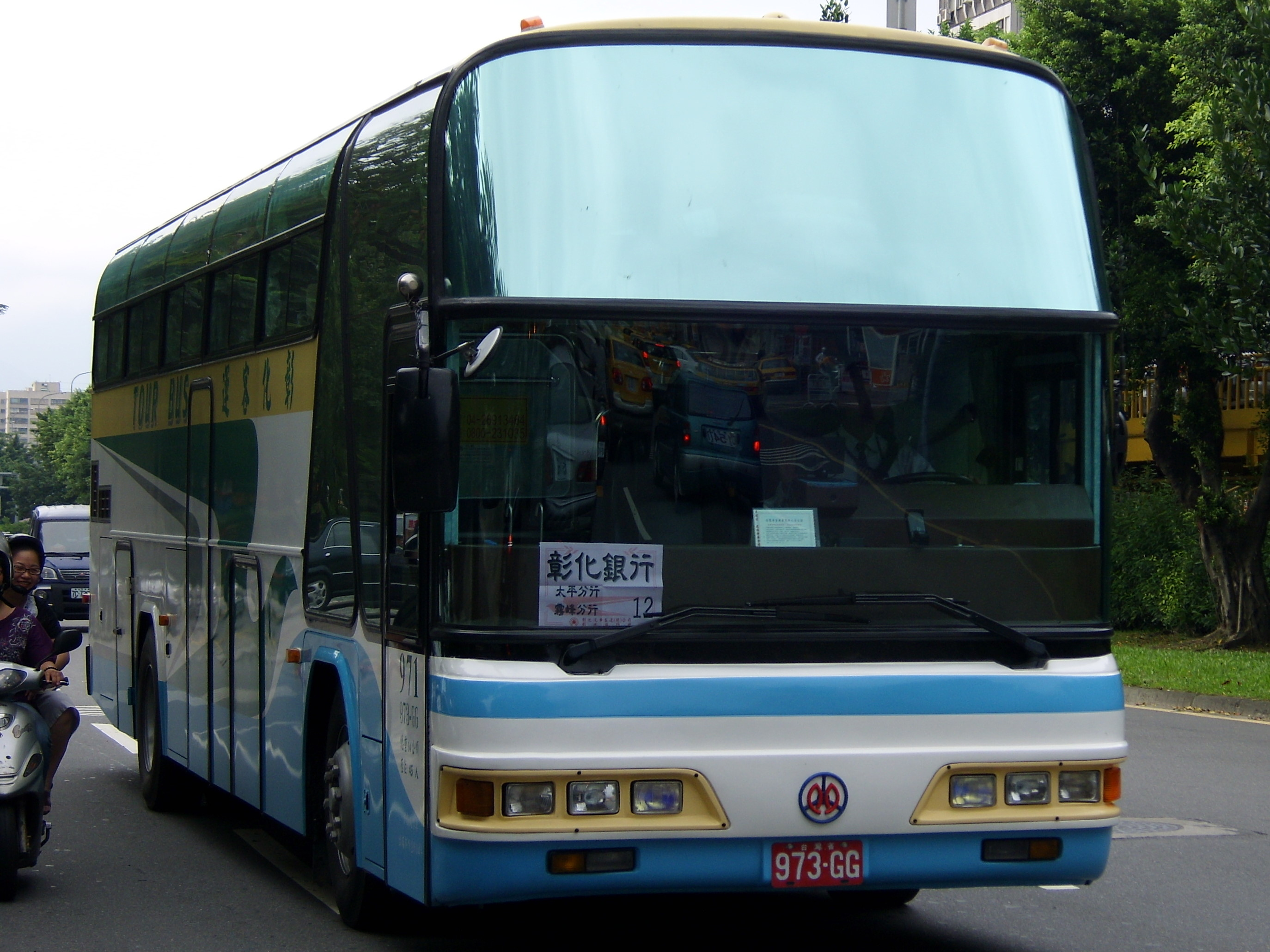
負責遊覽業務的Hino巴士（正面）
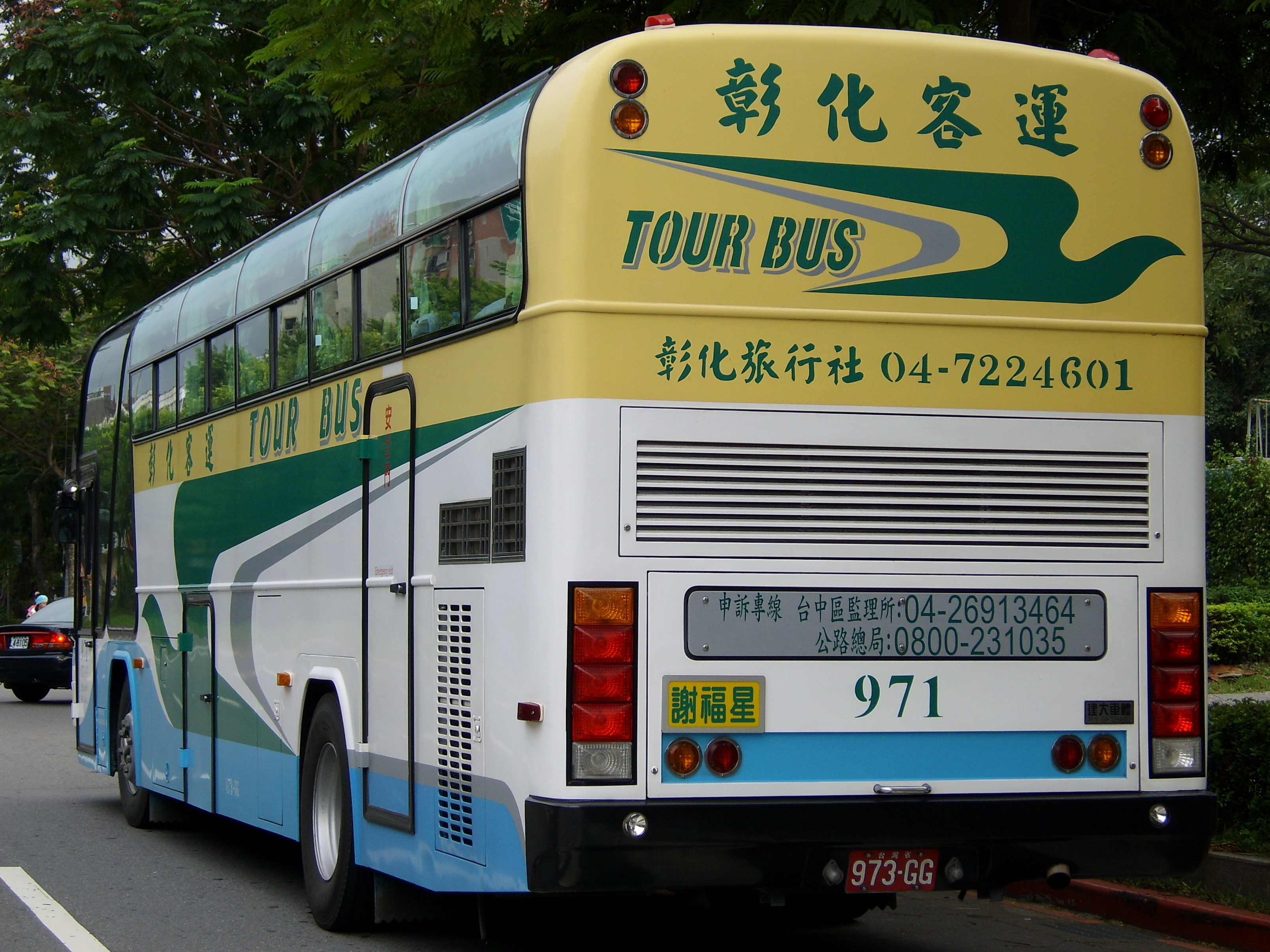
負責遊覽業務的Hino巴士（背面）
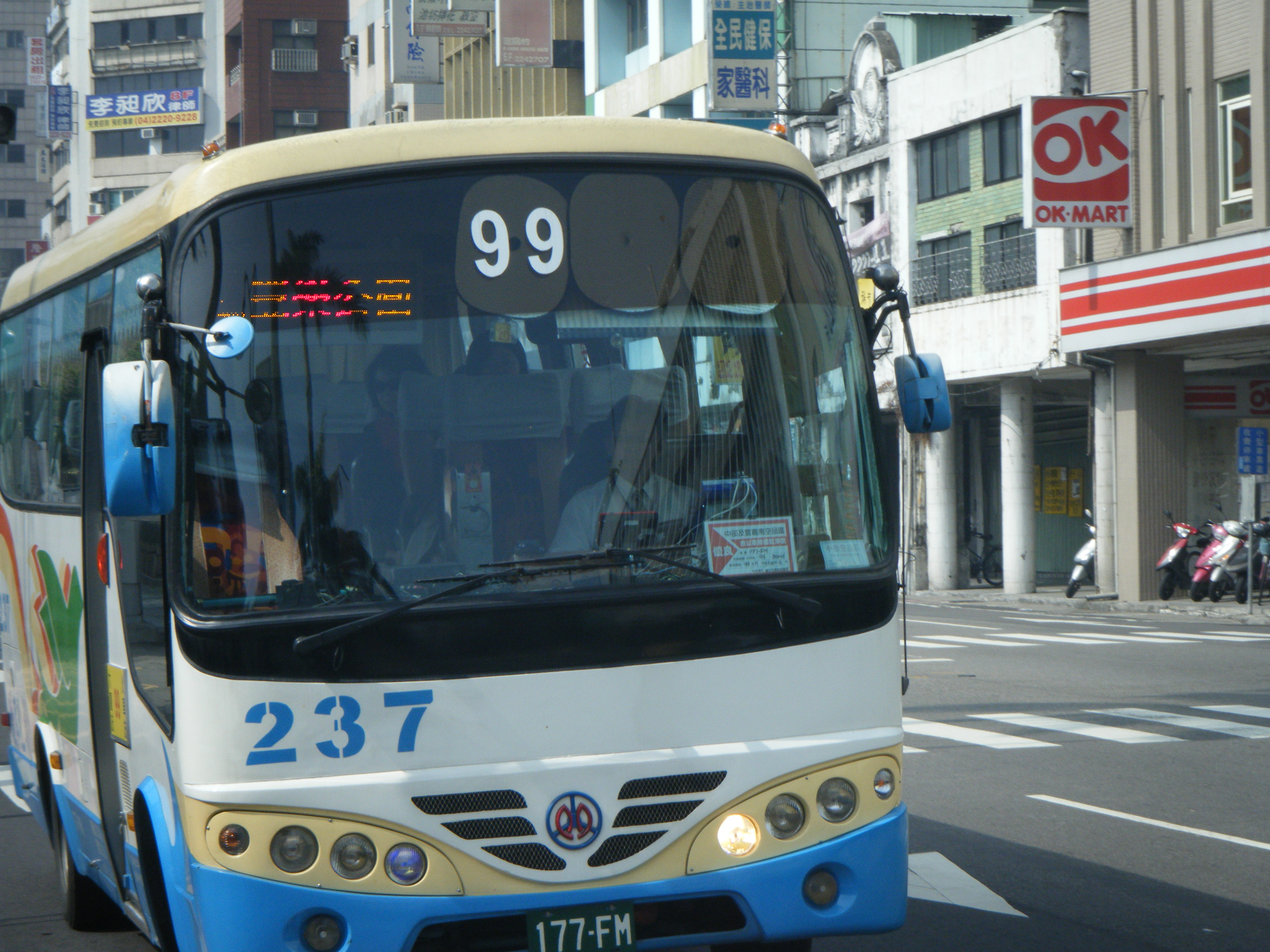
台中市公車99路(原新竹客運車輛)
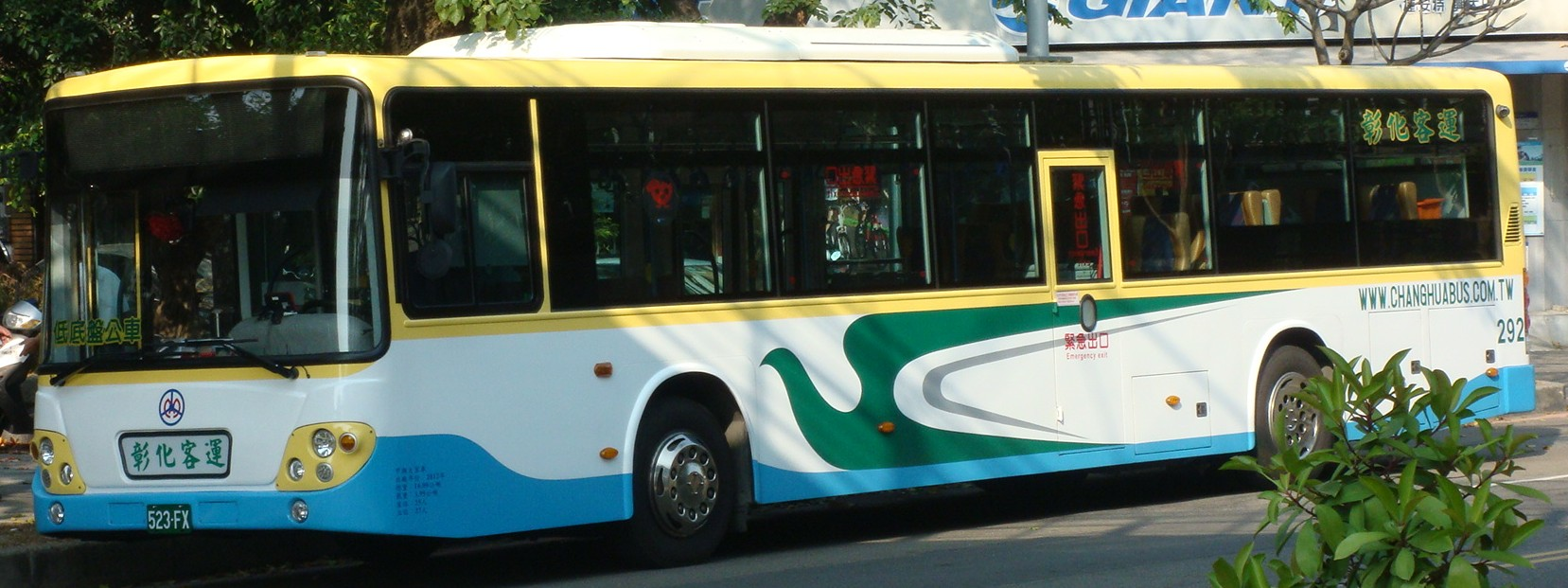
彰化客運低地板公車行駛已停駛台中市公車52路(收班)

## 外部連結
- （繁體中文）彰化客運 （页面存档备份，存于）